# Одяг княжої доби

## Загальна характеристика
Давньоруський одяг був облягаючим. Він був з невеликими відмінностями однаковим для всіх суспільних станів і відрізнявся лише тканинами та прикрасами: білі сорочки, верхній одяг з розрізом до стану, штани, чоботи, шапки. Давньоруський одяг, особливо княжий мав спільні риси з візантійським. Чоловічий одяг був значно коротший ніж жіночий. З тканин використовували лляні та конопляні тканини, які були місцевого виробництва. Для пошиття верхнього одягу в народі використовували шерстяну тканину домашнього виробництва — сірячину. Шовкові та тонкі шерстяні тканини були привізними, в основному це були візантійські: золотна парча та оксамит, атлабас — суцільна золотна тканина, а також легкі шовкові тканини: камку і тафту. Узорчаті тканини з узором пурпурової (кіноварної, багряної) барви та синьої називали — паволоками. Для оздоблення тканин місцевого виробництва використовували вибійку — червоної, синьої, жовтої та білої барви. Узори набивали на біле, крашене на зелено або синьо полотно. Зимовий одяг підбивали хутром, а також облямовували ним шапки. Народ носив дешеві хутра: з вовка, ведмедя, лисиці, зайця, білки, овчини, а вищі стани — дорогі хутра: з бобра, соболя, куниці, видри. Чоловічими прикрасами були гривні, які носили на шиї, сережки в одне вухо. Жіночими прикрасами були скроневі колти з ланцюжками або скроневі кільця з трьома намистинами, намисто на шиї, начільники на голову. Начільниками називали прикраси, як у вигляді діадем з коштовних металів для вищих станів суспільства, а також стрічок з нашитими металевими бляхами (дробницями).

## Чоловічий одяг
Чоловічий одяг різнився у різних соціальних станів насамперед тканинами та елементами одягу.
Основним елементом одягу була біла сорочка з лляного або плоскінного полотна. Крій сорочки був простий: з перегнутого вдвічі полотна, пришивали прямі бочки. У пройми вставляли прямі трубоподібні рукави. Сорочка була без коміра з розрізом по центру. Для нижчих суспільних станів сорочки шилися з сирового (небіленого полотна), для вищих — з вибіленого, а також шовкові. Рукави сорочок були довгими і підтримувались — поручами. До сорочок одягали штани-порти, а вищі стани — носили зверху ще одні штани з сукна чи шовку. Порти шили з двох штанин, між якими вставляли клини. На одну штанину використовували одну перегнуту повздовж пілку, яку зшивали одним швом. Зверху порти трималися на ремінці-очкуру.
Верхнім одягом була свита, яка не була розстібною, а мала глибокий до пояса розріз і одягалася через голову. Довжина свити була трохи нижче колін, а в боярсько-князівському одязі ще довшою.
Князі носили зверху ще й туніку та плащ. Туніки шили з дорогих паволок, з вузькими рукавами та довжиною до середини гомілки. Біля шиї, рукавів, внизу туніки обшивалися орнаментальними смугами з дробниць (металевих пластинок) та перлів. Плащ- корзно шили з таких самих тканин, як і туніки. Такий плащ носили на лівому плечі і защіпали фібулою з правого боку. Схожий на корзно плащ носили також і княжі дружинники. Шили такий плащ з червоного сукна довжиною нижче колін. Як прикраси князі носили зарукавки (обручі) та намиста. Намиста — це були широкі коміри, які одягали через голову. Шили намиста та зарукавки зі золотих тканин та прикрашалися металевими пластинами (дробницями) і перлами та коштовним камінням. Чоловіки всіх верств населення носили шапки. Просте населення носило шапки-ковпаки конусоподібної гостроверхої форми, а князівсько-боярська верхівка — округлої форми. Такі шапки були часто облямовані хутром або околицею з тканини.
На руських плащах поділ був обшитий каймою, а на легких плащах — опанчах, кайми не було. Шилися опончі з легкої тканини. Корзно (плащ) защіпався з правої сторони.
Одяг на малюнку з «Ізборника»: князь був одягнений синього кольору з червоною каймою та золотими поручами, корзно було теж синього кольору, обшите золотою каймою і защіпалося на правому плечі на червону застіжку, від якої відходили золоті пелюстки. На ногах сині чоботи, а на голові шапка з піднятими вухами. Княгиня одягнена в верхній одяг червоного кольору з каймою, з широкими рукавами, підтягнутими на ліктях і підпоясаний золотим поясом. Під верхнім одягом був ще нижній, теж червоного кольору, з золотими поручами на рукавах. Син князя одягнений в верхній одяг малинового кольору з червоною каймою, як у князя, з золотим поясом, та відлогами на грудях, обшитими також золотом. На грудях нашиті золоті петлиці. На голові дівчата Княжої Русі носили головну прикрасу — стрічку.
На візантійських тканинах, які використовували для княжого одягу були взори найчастіши колами, в яких зображувався грифони.

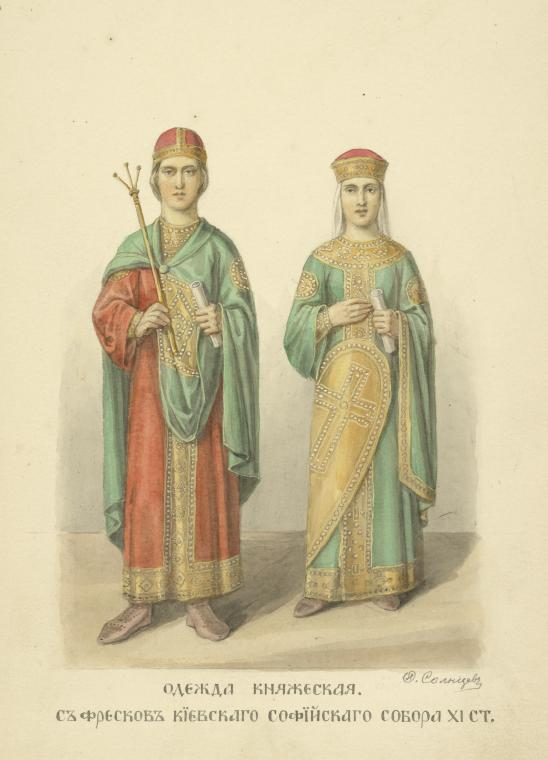

### Військовий одяг
Військові люди Княжої Русі носили вузькі кольчуги. Кольчуги — сорочки з короткими рукавами, шириною по подолу до 60 см, довжиною 75-90 см. Така сорочка мала розріз по центру та защіпалася на ґудзик. В простих воїнів такі сорочки були полотняними або шкіряними, на них зверху нашивали металеві пластини, тоді вона мала назву — куяк. На голові носили залізні шоломи з нанісником або високі шишаки з трубкою зверху посередині, у яку очільники війська утуляли значок-султан. До шоломів або шишаків прикріплювали до нижнього краю кольчужну сітку (бармицю), яка звисала ззаду та з боків. На шиї під підборіддям бармицю защіпали на ґудзик з лівого боку. На ногах носили чоботи.
Додатковим захистом був загострений до низу, краплеподібний щит. Щит виготовляли з дерева, обтягали його шкірою та обковували по боках залізом. Посередині щита у вигляді хреста прибивали дві металеві смуги і на місці перехрещення накладали круглу опуклу бляху (умбон). Щити були червоного кольору та мали довжину 1-1,25 метра.
Основним озброєнням княжих воїнів був меч. Його носили зліва на поясі в дерев'яних обтягнутих шкірою піхвах. З XI ст. почали носити також шаблю. Крім мечів були також списи, рогатини. Невеликі метальні списи-сулиці, сокири, обушки, ослопи (оковані залізом киї), луки та стріли.

## Жіночий одяг
Спіднім одягом як і у чоловіків була сорочка, такого самого тунікоподібного крою тільки довша. Рукави підтягували до ліктя зборами та закріпляли поручами або браслетами на зап'ястях. Сорочки були біля шиї гладкими або призбираними. Посередині сорочки був невеликий розріз. Зверху по сорочці носили коротшу незшиту спідницю з трьох пілок. До закріплення такого незшитого поясного одягу вживали очкурі, як і чоловіки. Жінки (переважно дівчата) зверху по сорочці носили також коротшу занавіску.

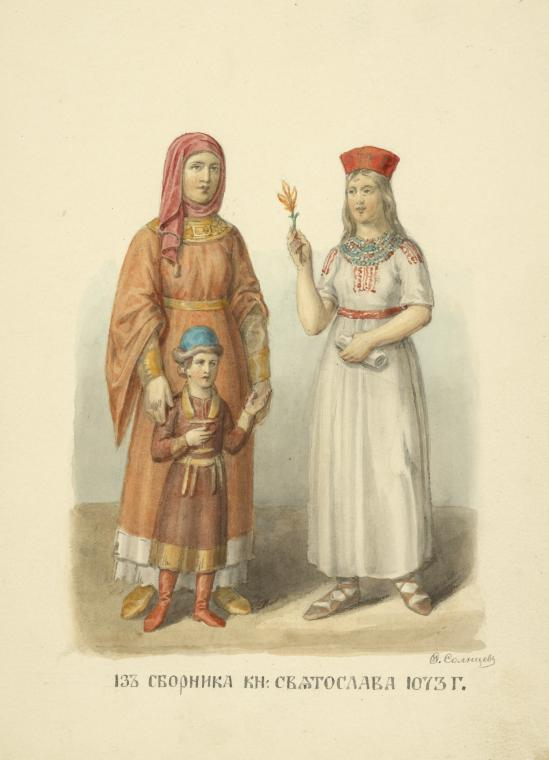